# 蒂納庫拉島
蒂納庫拉島是太平洋所羅門群島由複式火山形成的島嶼，位於聖克魯斯群島北端，由泰莫圖省管轄，小島闊約3.5公里，最高點高度海拔851米。蒂納庫拉島上現在沒有人居住，原來的居民全部在1840年因火山爆發造成的火山碎屑流遇難。

## 外部連結
- Tinakula featured on Solomon Islands stamps